# Vienne (Fluss)
Die Vienne ist ein Fluss in Frankreich. Sie entspringt im Zentralmassiv, am Plateau de Millevaches im Regionalen Naturpark Millevaches en Limousin. Ihre Quellen liegen im Gemeindegebiet von Millevaches, südwestlich des Ortes Audouze, in etwa 880 Metern Höhe, an der Nordostflanke des Puy Lacaux. Die Vienne entwässert zunächst nach Westen, wendet sich dann Richtung Nord und mündet nach 363 Kilometern im Regionalen Naturpark Loire-Anjou-Touraine bei Candes-Saint-Martin mit etwa 203 m³/s als linker Nebenfluss in die Loire.
An der Vienne liegt das Kernkraftwerk Civaux.

## Durchquerte Départements
Region Nouvelle-Aquitaine:
- Département Corrèze
- Département Creuse
- Département Haute-Vienne (ist nach dem Fluss benannt)
- Département Charente
- Département Vienne (ist nach dem Fluss benannt)

Region Centre-Val de Loire:
- Département Indre-et-Loire

## Orte am Fluss
Im Département Corrèze:
- Peyrelevade

Im Département Haute-Vienne:
- Rempnat
- Eymoutiers
- Saint-Léonard-de-Noblat
- Limoges
- Aixe-sur-Vienne
- Saint-Junien

Im Département Charente:
- Confolens

Im Département Vienne:
- Chauvigny
- Châtellerault

Im Département Indre-et-Loire:
- Chinon
- Candes-Saint-Martin

## Nebenflüsse
(Reihenfolge von der Quelle zur Mündung)
| Linke Nebenflüsse: - Ribière 20 km - Combade 41 km - Valoine 19 km - Briance 58 km - Aixette 27 km - Gorre 39 km - Grêne 27 km - Dive 24 km - Clain 144 km - Envigne 32 km - Bourouse 16 km - Veude 42 km - Négron 25 km | Rechte Nebenflüsse: - Feuillade 15 km - Maulde 69 km - Taurion 108 km - Cane 16 km - Aurence 27 km - Glane 41 km - Goire 29 km - Issoire 46 km - Grande Blourde 47 km - Petite Blourde 29 km - Servon 17 km - Ozon 22 km - Creuse 263 km - Réveillon 15 km - Manse 30 km |